# Martin Hel
Martin Hel è un personaggio dei fumetti creato da Robin Wood negli anni novanta. Angel Fernandez è il disegnatore che ha realizzato il maggior numero di storie di Martin Hel, con l'aiuto di Ruben Marchionne e alcuni assistenti.
È pubblicato in Italia dall'Editoriale Aurea. Le sue avventure in bianco e nero appaiono dal 1992 con cadenza settimanale, alternate con quelle di altri personaggi, sul settimanale Skorpio e, dal 1995, sull'omonimo bonellide bimestrale (in precedenza mensile). Gli episodi settimanali sono periodicamente ristampati sul settimanale Lanciostory, allegati come inserti omaggio. Inoltre vengono riproposti in volumi cartonati a colori, talune volte sottoposti ad un rimontaggio delle tavole, nella collana Euracomix.

## Trama
Martin Hel narra le avventure di un appassionato dell'occulto che si trova puntata per puntata sempre a contatto con fenomeni paranormali.